# Sol Espeche
Sol Espeche est une actrice et metteur en scène française d'origine argentine. Elle vit actuellement à Paris.

## Biographie
Sol Espeche se forme à l'École du Studio d'Asnières puis au CFA des Comédiens. Elle tourne dans quelques courts-métrages et dans On ne devrait pas exister. Au théâtre, elle travaille avec Jean-Louis Martin-Barbaz, Paul Desveaux, Pauline Bureau, Laëtitia Guédon, ou récemment avec Aurélie Van Den Daele, Élise Vigier et Marcial Di Fonzo Bo, Rafael Spregelburd, Justine Heynemann...

## Théâtre

### Comédienne
- 2024 : Les Consolantes, de Pauline Susini, mise en scène Pauline Susini, La Garance, Théâtre Treize
- 2023 : Les Méritants, de Julien Guyomard, mise en scène Julien Guyomard, Théâtre de la Tempête
- 2022 : Le Carnaval Gastronomique des animaux, de Bernard Friot, musique Camille Saint-Saëns, mise en scène Pascal Neyron, Opéra de Paris
- 2021 : J'ai un nouveau projet, de Guillermo Pisani, mise en scène Guillermo Pisani, Théâtre de la Tempête
- 2020 : Là, tu me vois, de Guillermo Pisani, mise en scène Guillermo Pisani
- 2019 : La Dama Boba ou celle qu'on croyait idiote, de Lope de Vega, mise en scène Justine Heynemann
- 2018 : J'ai un nouveau projet, de Guillermo Pisani, mise en scène Guillermo Pisani, Comédie de Caen
- 2018 : La Fin de L'Europe, de Rafael Spregelburd, mise en scène Rafael Spregelburd, MC93 Bobigny, tournée…
- 2017 : La Fin de L'Europe, de Rafael Spregelburd, mise en scène Rafael Spregelburd, Teatro Stabile di Genova, Théâtre de Liège, Comédie de Caen
- 2017 : La Discrète Amoureuse, de Lope de Vega, mise en scène Justine Heynemann, tournée (Gerarda)
- 2016 : La Discrète Amoureuse, de Lope de Vega, mise en scène Justine Heynemann, tournée (Gerarda)
- 2016 : La Bande du Tabou, cabaret St-Germain-des-prés, création collective, tournée (Juliette)
- 2016 : La Mère, de Florian Zeller, mise en scène Marcial Di Fonzo Bo, tournée (la fille et l'amie du fils)
- 2015 : La Bande du Tabou, cabaret St-Germain-des-prés, création collective, Théâtre du Balcon, festival OFF Avignon (Juliette)
- 2015 : Peggy Pickit voit la face de Dieu, de Roland Schimmelpfennig, mise en scène Aurélie Van Den Daele, La Nacelle, Aubergenville (Liz)
- 2014 : La Bande du Tabou, cabaret St-Germain-des-prés, création collective, Théâtre de l'Ouest Parisien, (Juliette)
- 2014 : Le Laboratoire Chorégraphique de Rupture Contemporaine des Gens, création collective, Théâtre 13 (Paloma)
- 2014 : Peggy Pickit voit la face de Dieu, de Roland Schimmelpfennig, mise en scène Aurélie Van Den Daele, Théâtre de l'Aquarium Cartoucherie de Vincennes (Liz)
- 2013 : Top Girls, de Caryl Churchill, mise en scène Aurélie Van Den Daele, Théâtre de l'Odyssée à Levallois-Perret, Théâtre de l'Atalante, (Marlène)
- 2013 : La Bande du Tabou, cabaret St-Germain-des-prés, création collective, [http://www.theatre13.com/saison/spectacle/la-bande-du-tabou Théâtre 13, (Juliette)
- 2013 : L'Inappétence, de Rafael Spregelburd, mise en scène Adrien Melin, Ciné 13 Théâtre dans le cadre du festival Mises en capsules
- 2012 : L’Entêtement, de Rafael Spregelburd, mise en scène Marcial Di Fonzo Bo et Élise Vigier, tournée : Théâtre Liberté Toulon, Théâtre de Nîmes, Le Maillon théâtre de Strasbourg, Théâtre de la Croix-Rousse à Lyon, Scène nationale de Cavaillon, tournée, (Fermina);
- 2012 : Cellules théâtrales: des appareils à produire des catastrophes, La Nouvelle École des Maîtres dirigée par Rafael Spregelburd, Théâtre de Liège, Comédie de Reims, Portugal, Teatro India (Rome - Italie)
- 2012 : Pochade Radiophonique, de Samuel Beckett, mise en scène Pierre-Marie Baudoin, CNSAD
- 2012 : Top Girls, de Caryl Churchill, mise en scène Aurélie Van Den Daele, Théâtre de la Girandole à Montreuil, (Marlène)
- 2012 : Le Laboratoire Chorégraphique de Rupture Contemporaine des Gens, Centre dramatique national de Montluçon, reprise en création collective au Studio-Théâtre d'Asnières (Paloma)
- 2011 : L’Entêtement, de Rafael Spregelburd, mise en scène Marcial Di Fonzo Bo et Élise Vigier, Festival In d'Avignon, Maison des arts et de la culture de Créteil, Comédie de Reims, Théâtre Gérard Philipe, tournée, (Fermina)
- 2011 : Le Laboratoire Chorégraphique de Rupture Contemporaine des Gens, création et mise en scène Laëtitia Guédon et Thomas Poitevin, Maison des Métallos, (Paloma)
- 2009 : Les Mamelles de Tirésias, de Guillaume Apollinaire et Francis Poulenc, mise en scène Hervé Van Der Meulen, Auditorium Georges Gorce du Conservatoire de Boulogne-Billancourt, (Thérèse)
- 2009 : Bintou, de Koffi Kwahulé, mise en scène Laëtitia Guédon, Chapelle du Verbe Incarné (Avignon) – Théâtre d'Outre-Mer en Avignon, L'Atrium Scène nationale de la Martinique, (le chœur)
- 2008 : Le Dépit Amoureux et La Jalousie du barbouillé, de Molière, mise en scène Jean-Louis Martin-Barbaz, Studio-Théâtre d'Asnières, (Marinette et Angélique)
- 2007 : La Cerisaie, d'Anton Tchekhov, mise en scène Jean-Louis Martin-Barbaz, Studio-Théâtre d'Asnières, Théâtre de l'Ouest parisien, Théâtre Silvia Monfort, (Douniacha)
- 2006 : L'Orage, d'Alexandre Ostrovski, mise en scène Paul Desveaux, Théâtre des 2 Rives (Rouen), Scène nationale de Cavaillon, L'Hippodrome Scène nationale de Douai, Maison de la Culture de Bourges, tournée, (Glacha)
- 2006 : Barbe-Bleue, espoir des femmes, de Dea Loher, mise en scène Laëtitia Guédon, Lavoir Moderne Parisien, (l'Aveugle)

### Metteur en scène
- 2024 : Loin la nuit, spectacle musical, écrit par Margaux Toqué, mise en scène Sol Espeche
- 2024 : Romancero : spectacle musical, création originale, mise en scène Sol Espeche
- 2023 : Don Giovanni, opéra de Mozart, mise en scène Sol Espeche, Le Majestic de Montereau
- 2023 : Coup de roulis : opéra comique d'André Messager, mise en scène Sol Espeche, Théâtre de l'Athénée, Paris.
- 2023 : Orphée ou la descente aux Enfers, opéra de Charpentier, textes et mise en scène Sol Espeche, Les Baroquiales de Sospel
- 2022 : Le Barbier de Séville, opéra de Rossini, mise en scène Sol Espeche et Pascal Neyron, Le Majestic de Montereau
- 2022 : Madame Arthur fait son Avignon, cabaret, mise en scène Sol Espeche et Pascal Neyron, Le Tandem (Scène nationale d'Arras), Le Roi René, Avignon
- 2019 : Orphée aux enfers, opérette d'Offenbach, mise en scène Sol Espeche, Théâtre de Dreux
- 2017 : Créatures : Cabaret Chaotique de Verdi à Freddie Mercury, conception et mise en scène Sol Espeche, Théâtre des Nouveautés, tournée
- 2017 : Elle revient - volet 1, libre inspiré de Strangers, de Michael De Guzman, mise en scène Sol Espeche, avec Anouk Féral et Isabelle Fournier, traduction et adaptation : Sol Espeche, Anouk Féral, Isabelle Fournier, Théâtre de La Loge
- 2015 : Amour en Fuite, Cabaret Lyrique, inspiré par Eva Fiechter[réf. nécessaire], textes de Marie Bétrisey et Sol Espeche, mise en scène Sol Espeche, piano et arrangements musicaux Alfredo Ovalles, chorégraphies József Trefeli, L'Abri à Genève
- 2015 : Créatures : Cabaret Chaotique de Verdi à Freddie Mercury, conception et mise en scène Sol Espeche, Le Studio d'Asnières, Théâtre du Ranelagh
- 2013 : La Bande du Tabou, cabaret St-Germain-des-prés, mise en scène collective. Prix du Jury professionnel du festival d'Anjou 2014
- 2012 : Le Laboratoire Chorégraphique de Rupture Contemporaine des Gens, mise en scène collective
- 2011 : Là-bas, c'est bien aussi, de Sol Espeche et Pierre-Louis Gallo, mise en scène Sol Espeche, Lavoir Moderne Parisien

### Assistante à la mise en scène
- 2012 : Lucide, de Rafael Spregelburd, mise en scène Marcial Di Fonzo Bo, assistante à la mise en scène Sol Espeche, Théâtre Marigny
- 2009 : Bintou, de Koffi Kwahulé, mise en scène Laëtitia Guédon, assistante à la mise en scène Sol Espeche, Chapelle du Verbe Incarné – Théâtre d'Outre-Mer à Avignon, L'Atrium Scène Nationale de la Martinique

### Auteure
- 2016 : Elle revient - volet 1, de Sol Espeche, Anouk Féral et Isabelle Fournier
- 2015 : Le Théorème de Conway, épopée d’un mort en sursis, de Sol Espeche
- 2011 : Là-bas, c'est bien aussi, de Sol Espeche et Pierre-Louis Gallo

## Cinéma

### Courts-métrages
- 2016 : Entre Elles, de Noémie Landreau (Nolita Cinéma, rôle de Gaëlle)
- 2010 : Laissez agir cinq minutes, d'Alexandra Naoum (Anaïs)
- 2005 : Viva Las Vegas, de François Grelet
- 2004 : Olympique Biarritz, de Maxime Bonnet

### Longs-métrages
- 2005 : On ne devrait pas exister de HPG (Quinzaine des Réalisateurs, Festival de Cannes)

## Doublage
- 2018 : Cameron Black : L'Illusionniste, assistante DA de Jean-Philippe Puymartin, Dubbing Brothers - diffusion TF1
- 2017 : Twin Peaks: The Return, assistante DA de Jean-Philippe Puymartin, Libra Films, diffusion Canal +
- 2017 : Transformers: The Last Knight, assistante DA de Jean-Philippe Puymartin, Les Studios de Saint-Ouen, diffusion Cinéma

## Distinction
- Molières 2019 : nomination au Molière de la comédienne dans un second rôle pour La Dama Boba ou celle qu’on trouvait idiote